# Ancylolomia elongata
Ancylolomia elongata là một loài bướm đêm trong họ Crambidae.